# کیفر (فیلم ۱۳۵۲)
کیفر فیلمی به کارگردانی و نویسندگی عبدالله غیابی محصول سال ۱۳۵۲ است.

## خلاصه داستان
ملوک (فرشته جنایی) دختر پهلوان محل (ولی‌الله شیراندامی)، برای تحقق بخشیدن به رؤیاهایش از خانهٔ پدر می‌گریزد و با گروهی ولگرد که خود را «هیپی» می‌خوانند همراه می‌شود…

## بازیگران
- ولی‌الله شیراندامی
- بهمن مفید
- تقی مختار
- مرجان
- فرشته جنابی
- منوچهر احمدی
- ژاله علو
- محمد اسکندری
- علی زندی
- مهری ودادیان
- میرمحمد تجدد
- حسن زندی
- خسرو گلستانی